# 塞朗河
塞朗河（法語：Séran，法語發音：[seʁɑ̃] ⓘ）是法国奥弗涅-罗讷-阿尔卑斯大区安省的河流，是罗讷河的右支流，长41.8千米，发源自小阿贝热芒，于克雷桑-罗什福尔流入罗讷河。